# Gerhard Ludwig Müller
Gerhard Ludwig Müller (Maguncia-Finthen, 31 de diciembre de 1947) es un teólogo y cardenal católico alemán. Ha sido prefecto de la Congregación para la Doctrina de la Fe, presidente de la Pontificia Comisión “Ecclesia Dei”, de la Comisión Teológica Internacional y de la Pontificia Comisión Bíblica.

## Biografía
Müller estudió teología y filosofía en la Universidad de Maguncia, la Ludwig-Maximilians-Universität München y la Albert-Ludwigs-Universität Freiburg. En 1977 se doctoró en Teología con una tesis titulada Kirche und Sakramente im religionslosen Christentum. Bonhoeffers Beitrag zu einer ökumenischen Sakramententheologie (La Iglesia y los sacramentos en el cristianismo no religioso. La contribución de Bonhoeffer a una teología ecuménica de los sacramentos). Un año después, el 11 de febrero de 1978, fue ordenado sacerdote. 
Una vez ordenado ejerce su oficio pastoral en tres parroquias de su diócesis, además de impartir la asignatura de religión en varias escuelas secundarias. En 1985 se desplaza a la Albert-Ludwigs-Universität Freiburg para ejercer como profesor de Teología. Un año después, en 1986, se le confía la cátedra de Teología dogmática en la Ludwig-Maximilians-Universität München. Ejercerá la docencia en esta universidad de Múnich durante 16 años (1986-2002). Durante esos años ha ejercicio también como profesor visitante en diversas universidades de todo el mundo: la Pontificia Universidad Lateranense de Roma, la Universidad Eclesiástica San Dámaso y Madrid y otras.
El 1 de octubre de 2002 fue nombrado obispo de la diócesis de Ratisbona, y recibió la consagración episcopal el 24 de noviembre. Preparó la visita del pontífice Benedicto XVI a Ratisbona durante el viaje que realizó a Baviera en septiembre de 2006. También fue el encargado de la publicación de todas las obras (la llamada Opera Omnia, en 16 volúmenes) de Joseph Ratzinger-Benedicto XVI en alemán.
El 2 de julio de 2012 fue nombrado por Benedicto XVI prefecto de la Congregación para la Doctrina de la Fe y presidente de la Pontificia Comisión “Ecclesia Dei”, de la Comisión Teológica Internacional y de la Pontificia Comisión Bíblica. Fue creado cardenal por el papa Francisco durante el consistorio del 22 de febrero de 2014. 
Ha destacado como crítico de algunas de las reformas emprendidas por el papa Francisco, en particular en relación con ciertos temas tratados en el Sínodo extraordinario de obispos sobre la familia y en la XIV Asamblea General Ordinaria del sínodo de obispos (ver sección respectiva). Con todo, es de notar que su posición crítica no se desarrolla desde el pensamiento o la Teología tradicional escolástica o tomista (al contrario de lo que hacen el cardenal Raymond Leo Burke y el obispo Athanasius Schneider, O.R.C., que sí se apoyan en la filosofía y la teología tradicional), sino desde los postulados de la llamada Nouvelle Théologie. Esto es lo que explica, entre otras cosas, la buena sintonía de Müller con el sacerdote peruano Gustavo Gutiérrez, fundador de la teología de la liberación.
El 1 de julio de 2017 fue relevado por el papa Francisco al frente de la Congregación para la Doctrina de la Fe, la Pontificia Comisión “Ecclesia Dei”,  la Comisión Teológica Internacional y la Pontificia Comisión Bíblica, siendo sustituido por el español Luis Francisco Ladaria Ferrer, S.J. El 1 de julio de 2024, durante un Consistorio presidido por el papa Francisco, fue promovido a la Orden de los Presbíteros manteniendo la Diaconía elevada pro hac vice a título cardenalicio.

### Nombramientos en la curia romana
En la Curia Romana es, o ha sido, miembro de los siguientes dicasterios:
- Congregación para las Iglesias Orientales (19 de febrero de 2014 - actualidad)
- Congregación para los Institutos de Vida Consagrada y las Sociedades de Vida Apostólica (22 de mayo de 2014 - actualidad)
- Congregación para la Educación Católica (22 de mayo de 2014 - 5 de junio de 2022)
- Pontificio Consejo para la Promoción de la Unidad de los Cristianos (22 de mayo de 2014 - actualidad)
- Pontificio Consejo para la Cultura (22 de mayo de 2014 - 5 de junio de 2022)
- Supremo Tribunal de la Signatura Apostólica (4 de mayo de 2021 - actualidad).[8]

## Sínodo extraordinario de obispos sobre la familia
En el marco preparatorio de la III Asamblea General Extraordinaria del Sínodo de Obispos, conocida como Sínodo extraordinario de obispos sobre la familia, Gerhard Ludwig Müller publicó en la edición del 23 de octubre de 2013 de L'Osservatore Romano un artículo titulado La fuerza de la gracia sobre la doctrina de la indisolubilidad del matrimonio, presentado por la editorial «para profundizar con serenidad en el tema, que es cada vez más urgente, del acompañamiento pastoral de estos fieles en coherencia con la doctrina católica». Entre diversos puntos, el texto cancelaba de forma drástica la práctica vigente en las Iglesias ortodoxas sobre la posibilidad de una bendición de las segundas nupcias tras un recorrido penitencial para el cónyuge que fue abandonado.

En Oriente [...] condujo, especialmente después de la separación de la Cathedra Petri, a una praxis cada vez más liberal. Hoy existe en las iglesias ortodoxas una multitud de causas para el divorcio, que en su mayoría son justificados mediante la referencia a la Oikonomia, la indulgencia pastoral en casos particularmente difíciles, y abren el camino a un segundo o tercer matrimonio con carácter penitencial. Esta práctica no es coherente con la voluntad de Dios, tal como se expresa en las palabras de Jesús sobre la indisolubilidad del matrimonio, y representa una dificultad significativa para el ecumenismo.

Müller recibió en respuesta una dura réplica del cardenal Reinhard Marx, arzobispo de Múnich y Frisinga y miembro del Consejo de Cardenales, quien señaló: «el prefecto de la Congregación para la Doctrina de la Fe no puede acabar con la discusión».
Pocas semanas antes del sínodo, Gerhard Ludwig Müller apareció como uno de los 5 cardenales coautores del libro titulado Remaining in the Truth of Christ: Marriage and Communion in the Catholic Church (Permaneciendo en la verdad de Cristo: el matrimonio y la comunión en la Iglesia católica), en que se presentaba como imposible la comunión sacramental de los católicos divorciados con nueva unión. Algunos medios interpretaron la publicación del libro a las puertas de la celebración del sínodo como una actitud "provocativa", opositora a la «postura aperturista» del papa Francisco y del cardenal Walter Kasper. Los medios presentaron el sínodo en términos de dos grandes bloques, conformados en torno a los cardenales Gerhard Müller (tildado de conservador o de contrario a la apertura) y Walter Kasper (tildado de progresista, aperturista o probabilista). En el decir del historiador católico Alberto Melloni:

La elección de salir con un non possumus ("no podemos") —sorprendente por las firmas, los tiempos en que las enuncian y la coordinación que las inspira— indica mejor que otras cosas el grado de hostilidad afectuosa que rodea a Santa Marta (residencia papal).
Alberto Melloni, en el Corriere della Sera

El cardenal Walter Kasper también se manifestó sorprendido por la aparición de ese libro.

Periodista: «Muchos analistas piensan que no es una coincidencia que este libro salga justo en vísperas del sínodo...»

Kasper: «Sí, es un problema. No recuerdo una situación semejante, en la que de forma tan organizada cinco cardenales escribieran semejante libro. Es como se manejan los políticos, pero creo que en la Iglesia no deberíamos portarnos así.»

El cardenal Müller persistió en su posición durante la XIV Asamblea General Ordinaria del sínodo de obispos, continuidad del anterior. En octubre de 2015, se difundió una carta firmada por él y otros 12 cardenales en la que denunciaban la metodología empleada en el Sínodo convocado por el Pontífice. Los otros cardenales eran: Carlo Caffarra (Italia), Thomas C. Collins (Canadá), Timothy M. Dolan (EE. UU.), Willem J. Eijk (Países Bajos), Péter Erdõ (Hungría), Wilfrid Fox Napier (Sudáfrica), George Pell (Australia), Mauro Piacenza (Italia), Robert Sarah (Guinea-Conakri), Jorge L. Urosa Savino (Venezuela), Angelo Scola (Italia) y  André Vingt-Trois (Francia). Más tarde, los cardenales Angelo Scola y André Vingt-Trois se desmarcaron de la carta diciendo que nunca la habían firmado.Lo mismo dijeron aun más tarde los cardenales Péter Erdõ y Mauro Piacenza, por lo que el número de los firmantes se redujo a nueve. Posteriormente se supo que hubo una confusión y que los otros cuatro firmantes fueron los cardenales Daniel N. DiNardo (EE. UU.), John Njue (Kenia), Norberto Rivera Carrera (México) y Elio Sgreccia (Italia).

## Posiciones doctrinales

### Celibato sacerdotal
Entró en el debate surgido a raíz de los controvertidos comentarios del arzobispo de Friburgo Robert Zollitsch que sostenía que el celibato sacerdotal es un don, pero que no sería teológicamente necesario, aunque sí sería una "revolución" si la tradición del celibato fuera abandonada por la Iglesia latina. Müller declaró: "El Concilio Vaticano II ha determinado claramente en el artículo 16 del Decreto sobre el ministerio y la vida sacerdotal cuáles son los requisitos decisivos".

### Eucaristía
En 2002 el obispo Müller publicó el libro Die Messe - Quelle des christlichen Lebens ("La Misa - Fuente de la vida cristiana", St. Ulrich Verlag, Augsburg). En su libro escribió: "En realidad, el cuerpo y la sangre de Cristo no significan los elementos materiales del hombre Jesús durante su vida terrena o en su corporalidad transfigurada. Cuerpo y sangre significan aquí ante todo la presencia de Cristo en el signo del pan y el vino, comunicables para la percepción sensorial humana en el aquí y el ahora".
Con esta cita, Müller explica la doctrina católica de la transubstanciación. Cristo está presente en las especies eucarísticas de forma completa, en su cuerpo, sangre, alma y divinidad.

### Teología de la Liberación
A propósito del pensamiento de Gustavo Gutiérrez, del que fue alumno, Müller declaró: "La teología de Gustavo Gutiérrez, al margen de cómo se la considere, es ortodoxa porque es ortopráctica y nos enseña el correcto modo de actuar cristiano, ya que deriva de la fe auténtica". Es importante señalar que las posiciones de Gutiérrez nunca fueron censuradas por la Santa Sede, aunque se le ha pedido modificar algunas de sus proposiciones.

### Mariología
En su obra de 900 páginas Katholische Dogmatik. Für Studium und Praxis der Theologie ("Dogmática católica. Para el estudio y la praxis de la teología", Freiburg. 5ª edición, 2003), Müller declaró que la doctrina de la Perpetua virginidad de María no "se refiere tanto a las específicas propiedades fisiológicas durante el acto natural del parto  [...], sino más bien a la curación y a la acción salvadora de la gracia del Salvador hacia la naturaleza humana".

### Condición de las Iglesias ortodoxas y de las comunidades protestantes
En un discurso en octubre de 2011, Müller dijo que "el Magisterio católico está lejos de negar un carácter eclesial o una existencia eclesial a las Iglesias separadas y a las comunidades eclesiales de Occidente".

### Dubiasdirigidas al Papa Francisco
En 2023, los cardenales Raymond Leo Burke (EE. UU.), Walter Brandmüller (Alemania), Joseph Zen Ze-kiun (China), Juan Sandoval Íñiguez (México) y Robert Sarah (Guinea-Conakri), enviaron al Papa Francisco y al entonces prefecto del Dicasterio para la Doctrina de la Fe unas dubia para aclarar la doctrina católica en algunos puntos capitales de cara al entonces inminente y polémico Sínodo sobre la Sinodalidad. Los cinco cardenales querían preservar intacto el depósito de la fe revelada frente a las innovaciones que exigían algunos sectores. Además, los cinco coincidieron en que el cardenal George Pell (Australia), fallecido unos meses antes de la presentación de las dubia, las habría suscrito de seguir con vida. El cardenal Müller, antiguo prefecto de la Congregación para la Doctrina de la Fe, manifestó abiertamente su apoyo a los cinco cardenales que presentaron las dubia al Pontífice. El Papa Francisco contestó a los dubia unos meses después, pero lo hizo de tal modo que ninguno de los cardenales quedó satisfecho, al ser las respuestas demasiado vagas y poco exhaustivas.

## Distinciones
- 2003: Caballero gran cruz de la Sagrada Orden Militar Constantiniana de San Jorge. [cita requerida]
- 2007: Doctor honoris causa por la Universidad Cardenal Stefan Wyszyński de Varsovia.
- 2008: Doctor honoris causad por la Pontificia Universidad Católica del Perú.
- 2008: Caballero de la Orden del Santo Sepulcro de Jerusalén.
- 2009: Miembro de la Orden del Mérito de la República Federal de Alemania.[cita requerida]
- 2011: Ciudadano de honor de Lomas de Carabayllo, Perú[34]
- Miembro de la Real Academia de Doctores de España.

## Publicaciones
- (Hrsg.) Joseph Ratzinger. Gesammelte Schriften. (18 Bde.) Freiburg i. Br. 2008 ff.
- Katholische Dogmatik. Für Studium und Praxis der Theologie. 7. Auflage. 2007 (auch spanisch, italienisch, ungarisch, chinesisch).
- (Hrsg.) Der Glaube ist einfach. Aspekte der Theologie Papst Benedikts XVI. Regensburg 2007.
- Jesus ist der Herr – Predigten und Ansprachen. 2007, ISBN 3-7954-2063-6.
- Gott und seine Geschichte. Ein Gespräch über die Bibel. Freiburg 2005.
- Die Messe: Quelle christlichen Lebens. Regensburg, ISBN 3-929246-90-2.
- Vom Vater gesandt. Impulse einer inkarnatorischen Christologie für Gottesfrage und Menschenbild. Regensburg 2005, ISBN 978-3-7917-1957-3.
- Gustavo Gutiérrez y Gerhard Ludwig Müller (2004). An der Seite der Armen: Theologie der Befreiung. Augsburg: Sankt-Ulrich-Verlag. ISBN 3936484406.
- John Henry Newman begegnen. Regensburg 2000, ISBN 3-929246-54-6.
- Bonhoeffers Theologie der Sakramente. Frankfurt 1979.

### Ediciones en español
- Müller, Gerhard Ludwig (2004). La misa: fuente de vida cristiana. Ediciones Cristiandad. ISBN 9788470574993.
- Müller, Gerhard Ludwig (2001). ¿Qué significa María para nosotros, los cristianos?. Palabra. ISBN 9788482395036.
- Müller, Gerhard Ludwig (1991). La celebración eucarística. Un camino con Cristo. Herder. ISBN 978-84-254-1759-7.
- Müller, Gerhard Ludwig; G. Merino, Gustavo (2013). Del lado de los pobres. Teología de la liberación. San Pablo. ISBN 978-84-285-4350-7.
- Müller, Gerhard Ludwig (1998). Dogmática. Teoría y práctica de la Teología. Herder. ISBN 978-84-254-1958-4.
- Müller, Gerhard Ludwig (2013). Un culto conforme al Logos divino: la liturgia en el pensamiento teológico de Joseph Ratzinger-Benedicto XVI. Ediciones Universidad San Dámaso. ISBN 978-84-15027-34-8.
- Müller, Gerhard Ludwig (2009). Dogmática: teoría y práctica de la teología. Herder Editorial. ISBN 978-84-254-2634-6.
- Müller, Gerhard Ludwig (2014). La esperanza de la familia: diálogo con el cardenal Gerhard-Ludwig Müller. Biblioteca Autores Cristiano. ISBN 978-84-220-1742-4.
- Müller, Gerhard Ludwig, ed. (2001). Las mujeres en la Iglesia: especificidad y corresponsabilidad. Ediciones Encuentro. ISBN 978-84-7490-603-5.